# Plan radioconcentrique

Structure radioconcentrique de l’intra-urbain théorisée en 1925 par les sociologues américains Ernest W. Burgess et Robert E. Park dans leur ouvrage commun The City.

On dit qu'une ville a un plan radioconcentrique lorsque ses quartiers s'organisent en cercles concentriques, du centre-ville à la périphérie.
Les voies de communication circulaires sont appelées boulevards, tandis que les axes qui relient le centre de la ville à l'extérieur (et qui forment des rayons, mot venant du latin radius) sont appelés avenues
Ce plan traduit la croissance historique de la ville. Souvent la première ceinture de boulevards correspond aux anciens remparts que l'on a détruits au XIXe siècle. Des inconvénients existent, perceptibles actuellement avec les progrès de l'urbanisme et de la circulation. On peut par exemple déplorer la présence de parcelles irrégulières, difficiles à utiliser dans la construction, l'étroitesse des rues et du centre et, plus largement, une inadaptation à la croissance future. Il a l’inconvénient d’accroître les effets de la centralité et notamment les embouteillages à la différence des plans quadrillés des villes américaines. 
En France, Paris, Dijon et beaucoup d'autres villes ont un plan radio-concentrique.
En Flandre et aux Pays-Bas, la majorité des villes historiques se sont développées selon un plan radio-concentrique, les cours d'eau et canaux, généralement toujours présents, ayant tenu le rôle des anciennes murailles.

## Au Moyen Âge
Ce type de plan a connu un grand succès au Moyen Âge. On le définit habituellement par une enceinte ronde, moins coûteuse à construire et plus courte, donc économisant le nombre des défenseurs, et par la subordination des rues principales à un centre où se trouvent le ou les éléments générateurs de la ville, à savoir une église, une forteresse, un monastère ou tout simplement une place de marché.
Le schéma d'ensemble met l'accent sur la place centrale, d'où partent des rues divergentes, semblables aux rayons d'un cercle et aboutissant, dans la plupart des cas, à des portes fortifiées. Des voies transversales, en nombre variable et en arcs de cercle plus ou moins réguliers, complètent ce dispositif général. Les avantages d'une telle solution l'emportent sur les inconvénients, du moins à l'époque de sa mise en œuvre (XIVe et XVe siècles).
L'accès au cœur de la cité s'en trouve facilité et la vie collective est plus aisée et plus intense. Les maisons, en enveloppant le centre, peuvent constituer une ultime protection en cas de siège, une fois les remparts emportés. Cette ordonnance s'adapte parfaitement à certains sites très recherchés au Moyen Âge, la colline en particulier. Les rues principales gravissent la pente pour atteindre le sommet où se trouvent les grands édifices civils et religieux tandis que les ruelles transversales suivent les courbes de niveau.
Le plan radio-concentrique, connu en France, courant dans le monde slave et germanique, existe aussi en Bretagne, sans atteindre, comme dans la solution du plan en damier, l'importance et la régularité que l'on observe ailleurs.